# قائمة مدارس طب الأسنان في الولايات المتحدة
هذا قائمة مدارس طب الأسنان في الولايات المتحدة. تشمل المؤسسات الأكاديمية الكبرى في الولايات المتحدة. التي تمنح درجات مهنية متقدمة من أي منهما دي. دي. إس. أو د. د. في مجال طب الأسنان. لا تشمل مدارس الطب، وتضم 66 مدرسة لطب الأسنان في 36 ولاية ومقاطعة كولومبيا وبورتوريكو. وتشمل أيضا العديد من مدارس الطب التقويمي التي تمنح درجات دس/دمد بالإضافة إلى درجة دو الطبية.

## ألاباما
- كلية طب الأسنان، برمنغهام

## أريزونا
- جامعة إيه تي ستيل، ال كلية أريزونا لطب الأسنان وصحة الفم، ميسا
- جامعة الغرب الأوسط كلية طب الأسنان-أريزونا، غليندال

## كاليفورنيا
- كلية طب الأسنان بجامعة لوما ليندا، لوما ليندا
- جامعة كاليفورنيا، كلية لوس أنجلوس لطب الأسنان، لوس أنجلوس
- جامعة كاليفورنيا، كلية سان فرانسيسكو لطب الأسنان، سان فرانسيسكو
- جامعة المحيط الهادئ آرثر أ. دوجوني كلية طب الأسنان، سان فرانسيسكو
- ال كلية هيرمان أوسترو لطب الأسنان بجامعة جنوب كاليفورنيا، لوس أنجلوس
- الجامعة الغربية للعلوم الصحية كلية طب الأسنان، بومونا

## كولورادو
- كلية طب الأسنان بجامعة كولورادو، أورورا

## كونيتيكت
- كلية طب الأسنان بجامعة كونيتيكت، فارمنجتون

## مقاطعة كولومبيا
- كلية طب الأسنان بجامعة هوارد، واشنطن

## فلوريدا
- كلية ليك إيري للطب التقويمي، كلية طب الأسنان، برادنتون
- كلية طب الأسنان بجامعة نوفا الجنوبية الشرقية، قدم. لودرديل
- كلية طب الأسنان بجامعة فلوريدا، غينزفيل

## جورجيا
- كلية طب الأسنان في جورجيا في جامعة أوغوستا،[2] أوغوستا

## إلينوي
- جامعة الغرب الأوسط كلية طب الأسنان، داونرز جروف
- جامعة إلينوي في كلية شيكاغو لطب الأسنان، شيكاغو
- جامعة جنوب إلينوي كلية طب الأسنان، ألتون

## إنديانا
- كلية طب الأسنان بجامعة إنديانا، إنديانابوليس

## أيوا
- كلية طب الأسنان بجامعة أيوا، مدينة أيوا

## كنتاكي
- جامعة كنتاكي كلية طب الأسنان، ليكسينغتون
- جامعة لويزفيل كلية طب الأسنان، لويزفيل

## لويزيانا
- كلية طب الأسنان بجامعة ولاية لويزيانا، نيو أورلينز

## مين
- جامعة نيو إنجلاند كلية طب الأسنان، بورتلاند

## ماريلاند
- كلية طب الأسنان بجامعة ميريلاند (بالتيمور)، التي تأسست باسم كلية بالتيمور لجراحة الأسنان، بالتيمور

## ماساتشوستس
- جامعة بوسطن هنري م. مدرسة جولدمان لطب الأسنان، بوسطن
- كلية هارفارد لطب الأسنان، بوسطن
- كلية طب الأسنان بجامعة تافتس، بوسطن

## ميشيغان
- كلية طب الأسنان بجامعة ميشيغان، آن أربور
- كلية طب الأسنان بجامعة ديترويت ميرسي، ديترويت

## مينيسوتا
- كلية طب الأسنان بجامعة مينيسوتا، مينيابوليس

## ميسيسيبي
- المركز الطبي بجامعة ميسيسيبي كلية طب الأسنان، جاكسون

## ميزوري
- جامعة ميسوري-كلية كانساس سيتي لطب الأسنان، كانساس سيتي
- كلية ميسوري لطب الأسنان & صحة الفم في جامعة إيه تي ستيل، كيركسفيل
- جامعة كانساس سيتي كلية طب الأسنان، جوبلين

## نبراسكا
- جامعة نبراسكا المركز الطبي كلية طب الأسنان، لينكولن
- كلية طب الأسنان بجامعة كريتون، أوماها

## نيفادا
- جامعة نيفادا في كلية لاس فيغاس لطب الأسنان، لاس فيغاس

## نيو جيرسي
- كلية روتجرز لطب الأسنان، نيوارك (سابقا جامعة الطب وطب الأسنان في نيو جيرسي - أمدنج)

## نيويورك
- كلية طب الأسنان بجامعة كولومبيا، مدينة نيويورك
- كلية طب الأسنان بجامعة نيويورك، مدينة نيويورك
- جامعة في كلية بافالو لطب الأسنان، بوفالو
- جامعة ولاية نيويورك في كلية ستوني بروك لطب الأسنان، ستوني بروك
- كلية تورو لطب الأسنان، فالهالا

## كارولاينا الشمالية
- كلية آدامز لطب الأسنان، تشابل هيل
- كلية طب الأسنان بجامعة كارولينا الشرقية، غرينفيل

## أوهايو
- مدرسة كيس لطب الأسنان، كليفلاند
- كلية طب الأسنان بجامعة ولاية أوهايو، كولومبوس

## أوكلاهوما
- كلية طب الأسنان بجامعة أوكلاهوما، أوكلاهوما سيتي

## ولاية أوريغون
- كلية طب الأسنان بجامعة أوريغون للصحة والعلوم، بورتلاند

## بنسلفانيا
- كلية ليك إيري للطب التقويمي، إيري
- جامعة تمبل، مدرسة موريس هـ. كورنبرغ لطب الأسنان، فيلادلفيا
- كلية طب الأسنان بجامعة بنسلفانيا، فيلادلفيا
- كلية طب الأسنان بجامعة بيتسبرغ، بيتسبرغ

## بورتوريكو
- كلية طب الأسنان بجامعة بورتوريكو، سان خوان

## كارولينا الجنوبية
- كلية طب الأسنان بجامعة ساوث كارولينا الطبية، تشارلستون

## تينيسي
- كلية ميهاري الطبية لطب الأسنان، ناشفيل
- جامعة تينيسي مركز العلوم الصحية كلية طب الأسنان، ممفيس

## تكساس
- كلية طب الأسنان بجامعة تكساس إيه آند إم، مركز تكساس إيه آند إم للعلوم الصحية، دالاس
- كلية طب الأسنان في مركز العلوم الصحية بجامعة تكساس في سان أنطونيو، سان أنطونيو
- مركز العلوم الصحية بجامعة تكساس في هيوستن كلية طب الأسنان، هيوستن
- مدرسة وودي إل هانت لطب الأسنان، مركز العلوم الصحية بجامعة تكساس للتكنولوجيا إل باسو، إل باسو (يفتح في 2021)

## يوتا
- جامعة روزمان للعلوم الصحية كلية طب الأسنان، جنوب الأردن
- جامعة يوتا، كلية طب الأسنان، سولت ليك سيتي

## فرجينيا
- كلية طب الأسنان بجامعة فرجينيا كومنولث، ريتشموند

## واشنطن
- كلية طب الأسنان بجامعة واشنطن، سياتل

## فرجينيا الغربية
- كلية طب الأسنان بجامعة وست فرجينيا، تشارلستون ومورغانتاون (الحرم الجامعي الرئيسي)

## ويسكونسن
- كلية طب الأسنان بجامعة ماركيت، ميلووكي

## روابط خارجية
- قائمة كاملة للجميع 65 تم تحديث مدارس طب الأسنان في الولايات المتحدة في سبتمبر. 4، 2014 الجمعية الأمريكية لطب الأسنان
- مدرسة طب الأسنان الولايات المتحدة Findmydentist.com
- القائمة الكاملة لجميع مدارس طب الأسنان 61 في الولايات المتحدة الأمريكية تحديث 3 نوفمبر 2010 بريد.الصافي

قالب:ADADS